# Altdöberner See
Der Altdöberner See (niedersorbisch Starodarbnjojski jazor) ist ein in der Flutung befindliches Stillgewässer auf dem Gebiet des Amtes Altdöbern, Brandenburg.
In der Niederlausitz ist er einer der nördlichsten Seen des derzeit entstehenden Lausitzer Seenlandes. Das Restloch des ehemaligen Tagebaus Greifenhain ist seit 1998 in Flutung. Aufgrund der Baggerarbeiten entstand ein Aufschluss der Wormlager Rinne. Dieser Grundwasserleiter speist den Altdöberner See als unterirdische Quelle. Der See soll bis 2028 seinen endgültigen Füllstand erreichen.

## Geographie

### Naturräumliche Einordnung

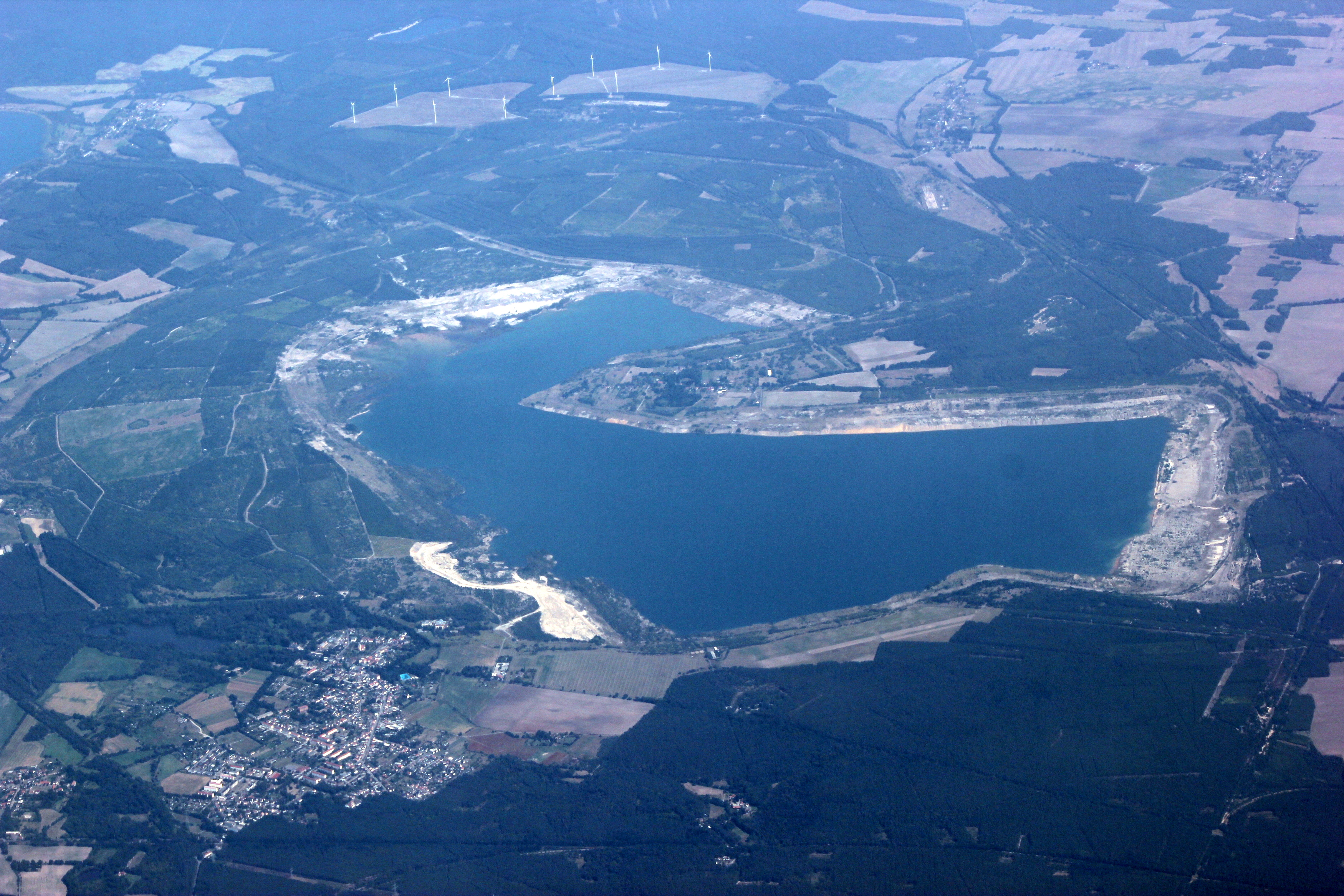
Luftbild des Altdöberner Sees (2012)

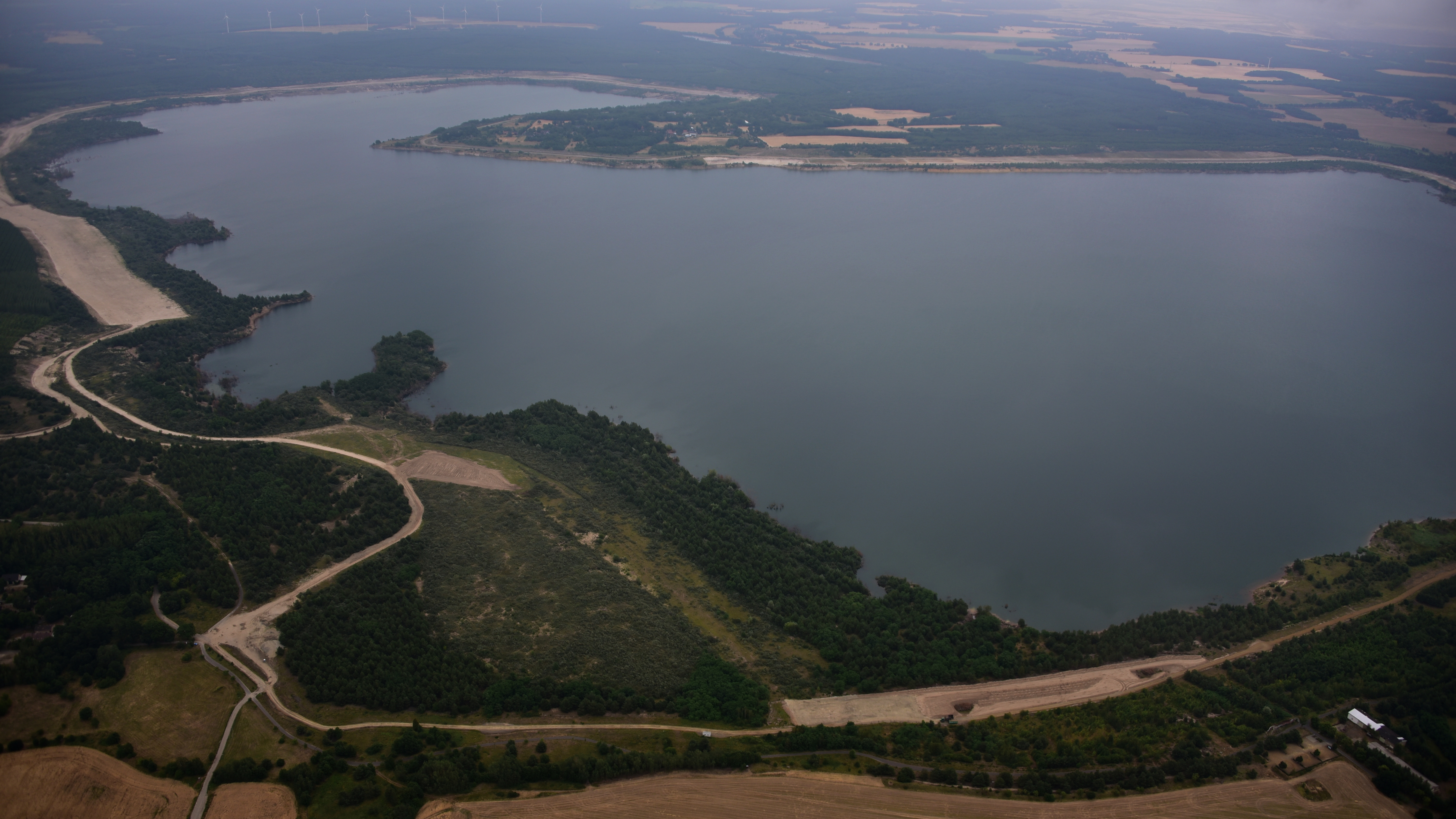
Altdöberner See, Luftaufnahme (2019)

Der Altdöberner See ist Bestandteil des Altdöberner Beckens. Der See hat unterirdisch den Zufluss der Wormlager Rinne und einen unterirdischen Abfluss Richtung Nordraum des Spreewaldes (Oberspreewald). Mit dem Erreichen des Endfüllstandes wird er nach Norden hin über verschiedene Vorfluter (Vetschauer Mühlenfließ, Greifenhainer Fließ (Kzschicshoka), Buchholzer Fließ, Cunersdorfer Fließ und das Koselmühlenfließ) entwässern.
Zwischen dem nördlichen Spreeraum und dem Altdöberner See liegt das FFH-Gebiet Teichlandschaft Buchwäldchen-Muckwar. Im Nordwesten bis Westen grenzt der Altdöberner See an den Niederlausitzer Landrücken mit seinem gleichnamigen Naturpark und seinem Ausläufer, der Calauer Schweiz. Fünf Kilometer nordöstlich des Altdöberner Sees liegt der Gräbendorfer See. Im Südosten grenzt der Altdöberner See an die Steinitzer-Geisendorfer Endmoränenlandschaft.
Im Süden des Altdöberner Sees ist der Ausläufer des Lausitzer Grenzwalles – eine natürliche Markscheide zu den anderen, südlich entstehenden Seen des Lausitzer Seenlandes. Acht Kilometer südlich liegt das ebenfalls noch in Flutung befindliche Tagebau-Restloch Meuro – früher als Ilsesee bzw. heute als Großräschener See bekannt. Der Altdöberner See besitzt unterirdisch über den Grundwasserleiter eine hydrologische Verbindung mit dem Gräbendorfer See. Oberirdisch ist der Altdöberner See bisher nicht mit anderen Gewässern verbunden.

### Ortsräumliche Einordnung
Der See liegt auf dem Gebiet der Gemeinden Altdöbern und Neu-Seeland im Landkreis Oberspreewald-Lausitz. Direkt am Ufer des Sees liegen Altdöbern und dessen Gemeindeteil Pritzen. Weitere Orte in der näheren Umgebung des Sees sind Göritz, Kunersdorf, Peitzendorf, Reddern und Woschkow. Der für den ehemaligen Tagebau namensgebende Ort Greifenhain liegt etwa viereinhalb Kilometer vom Ostufer des Sees entfernt.
Die Entfernung des Sees zur Stadt Drebkau beträgt etwa zehn, zu den Städten Calau und Senftenberg jeweils etwa 14 und zur Stadt Cottbus etwa 22 Kilometer.

## Geschichte
Ab 1936 wurde im Tagebau Greifenhain begonnen, Braunkohle abzubauen. 1945 füllte sich die Grube, nach einem kriegsbedingten Totalausfall der Infrastruktur, erstmals mit Wasser und musste in der Folgezeit zunächst wieder ausgepumpt werden, bevor die Förderung wieder anlaufen konnte. Anfang der 1950er Jahre begannen auf der Hochkippe von Illmersdorf die ersten forstwirtschaftlichen Rekultivierungsmaßnahmen. Östlich von Greifenhain entstanden in den 1960er und 1970er Jahren landwirtschaftlich genutzte Flächen. Auf dem 600 Hektar großen Gelände zwischen dem Park Altdöbern und dem heutigen Altdöberner See wurde Wiederaufforstung betrieben und 50 ha für die landwirtschaftliche Nutzung bereitgestellt. Durch die Ausweitung des Bergbaureviers wurde 1976 die Ortschaft Nebendorf aufgelassen und deren Bevölkerung umgesiedelt. Gleiches geschah ab 1982 bei der Abbaggerung mit Neudorf, dem alten Friedhof von Altdöbern und Wolkenberg. Im Oktober 1993 wurde mit einem Hubschrauber der hölzerne Glockenturm der überbaggerten Ortschaft Wolkenberg nach Pritzen gebracht. Dieser Glockenturm dient als Symbol für die Lebendigkeit des Ortes. Die ursprünglichen Planungen, auch den Ort Pritzen bis 1995 vollständig abzubaggern, wurden nach der deutschen Wiedervereinigung durch die Einstellung des Abbaues 1992 hinfällig.
Am 25. Juni 1992 wurde aufgrund des Beschlusses zur Aufstellung des Sanierungsplanes Greifenhain des Braunkohlenausschusses der Grundstein für den heutigen Altdöberner See geschaffen. Dieser Beschluss wurde am 9. Juni 1994 durch den Braunkohlenausschuss festgestellt und im September 1994 per Rechtsverordnung durch die Landesregierung Brandenburg für verbindlich erklärt.
Im Februar 2015 wurden Pläne der Lausitzer und Mitteldeutschen Bergbau-Verwaltungsgesellschaft bekannt, Eisenhydroxid-Schlämme aus Sachsen und Brandenburg dauerhaft in den See zu verspülen. Die Bürgerinitiative Altdöberner See konnte im Juli 2016 die Aufgabe dieser Pläne erreichen.

### Namensgebung
Da der See aus dem ehemaligen Tagebau Greifenhain entsteht, waren bei der zuständigen Lausitzer und Mitteldeutschen Bergbau-Verwaltungsgesellschaft auch der Name Greifenhainer See sowie, nach dem auf einer Halbinsel liegenden Pritzen, Pritzener See in der Diskussion.

### Nachnutzung seit 1992
Europa-Biennalen
Die Europa-Biennalen 1993 und 1995 fanden u. a. um die Ortschaft Pritzen auf dem Gelände des Tagebaues Greifenhain statt. In dieser Zeit entstanden 23 Kunstobjekte, von denen heute noch 16 Objekte erhalten sind und zum Entdecken einladen. Die Kunstwerke veranschaulichen den Kontrast zwischen den Folgen von Natureingriffen – insbesondere durch den Kohlebergbau – und das Zurückgewinnen der Lebensräume durch den Menschen.
Internationale Bauausstellung Fürst-Pückler-Land (IBA.SEE)
Im Oktober 1999 gab es Überlegungen, für die Besucher und Gäste des künftigen Fürst-Pückler-Landes die ehemalige Kohlebahntrasse des Reviers als Erlebnisbahn zu erschließen. In der Zeit der IBA.See entstanden für den Altdöberner See verschiedene Projektideen. Eine Projektidee war die schiffbare Verbindung zwischen dem Altdöberner und dem Großräschener See, die aufgrund der geologischen Voraussetzungen schwer umsetzbar ist. Der Altdöberner See wird nicht Teil der Lausitzer Seenkette sein. Der im Rahmen der IBA gefasste Plan, zwischen den Ortschaften Pritzen und Altdöbern eine Stegverbindung über den See zu errichten, wurde aufgrund der unsicheren geologischen Verhältnisse fallengelassen. Mehrfach rutschten große Uferbereiche in den See (u. a. im März 2006: 3 Mio. m³, März 2008: 50.000 m³, November 2008: 100.000 m³). Als Alternative ist seither eine Fährverbindung zwischen der Halbinsel Pritzen und Altdöbern im Gespräch. Die Folgen der erstgenannten Rutschung sollten mit dem Landschaftsprojekt Die Hand (IBA-Projekt Nr. 26) aufgewertet werden. Im Rahmen dieses Projekts sollten geschützte Buchten mit sehr breitgefächerten Wassersportmöglichkeiten entstehen. Inzwischen ist bekannt, dass auch dieses Projekt nicht realisiert werden wird. Eine weitere Idee war, die in der Zeit der Biennalen geschaffene Kunstlandschaft (IBA-Projekt Nr. 28) mit künftigen Projekten fortzuschreiben. Zentrum dieser Kunstlandschaft ist die Kunstscheune Pritzen. Das IBA-Projekt Nr. 30 ist der Fürst-Pückler-Radweg. Der Fernradweg führt zweimal am Altdöberner See vorbei.
Bewerber zur Landesgartenschau (LAGA) 2009
Der Altdöberner See war Mittelpunkt der Bewerbung für die LAGA 2009. Die Bewerbung stand unter dem Motto Über Wasser gehen und sollte auf der Kippe, am Wasser und im Park umgesetzt werden. Motiv der Bewerbung war der Brückenschlag zwischen der Vergangenheit, Gegenwart und Zukunft. Partner der LAGA-Bewerbung waren: Stadt Vetschau, Amt Drebkau, IBA.See, Brandenburgische Schlösser GmbH, (Fach)hochschule Lausitz.
Der See im Film
1998 drehte Peter Kahane im damaligen Tagebaurestloch und in den anliegenden Dörfern Pritzen und Lubochow den Film Bis zum Horizont und weiter.
2001 wurde die Berlinale mit dem Kriegsfilm Duell – Enemy at the Gates eröffnet. Filmkulisse für diesen Kriegsfilm war der Altdöberner See. Das ehemalige Tagebaurestloch war schon insoweit fremd geflutet, dass es als Wolga dienen konnte. In der Nähe von Pritzen entstand das Schlachtfeld an der Wolga.

## Ökologie

### Flutungsdaten
Der Altdöberner See wird einmal einer der größten Binnenseen im Land Brandenburg sein. 1998 bis 2007 wurde das ehemalige Tagebau-Restloch Greifenhain mit aufbereitetem Tagebau-Wasser aus der Grubenwasserreinigungsanlage Rainitza fremd geflutet. Bis 2006 waren über 80 Mio. m³ Wasser, knapp ein Drittel seines Fassungsvermögens, in den See eingeleitet worden. Seither speisen Niederschläge und eine Grundwasserader mit sehr guter Wasserqualität in etwa 30 m Tiefe den See. Trotz der 2007 eingestellten Fremdflutung steigt der Wasserspiegel um 1,3 m im Jahr. Über 41 m³ je Minute (also: 21 Mio. m³ im Jahr) Grundwasser fließen in den See. Der pH-Wert im Altdöberner See ist stabil und im leicht basischen Bereich. (Stand März 2016: pH-Wert von 8,2)
Der tiefste Punkt des Altdöberner Sees liegt bei 67 m. Der Altdöberner See soll 2028 seine endgültige Wassermenge erreicht haben. Der jahreszeitliche Schwankungsbereich des Wasserspiegels wird dann zwischen 82,4 m und 85 m ü. NN liegen und ein Volumen von ca. 294 – 330 Mio. m³ aufnehmen. 880 – 1.000 ha Wasserfläche sollen der Naherholung und der touristischen Nutzung dienen.
In den Folgejahren verlangsamte sich die Flutung. Während Ende 2019 der Wasserstand bei 75,61 m lag, erreichte er Ende 2020 76,28 m.

### Fauna und Flora
Die ursprünglich waldreiche Landschaft am Altdöberner See hat sich durch den Braunkohlentagebau landschaftlich stark verändert. Im Rahmen forstlicher Rekultivierungsmaßnahmen sollen in der Bergbaufolgelandschaft lausitztypische, naturnahe und vielfältig nutzbare Lebensräume geschaffen werden. Ökologisch wertvoll auf den ehemaligen Kippen sind Dünen, Trockenrasen und Sandheiden.
Die Reliefunterschiede zwischen dem Altdöberner Becken und dem Lausitzer Grenzwall bereiten erhebliche Probleme. Von herausgehobener Bedeutung bei der Sanierung der Randbereichsflächen sind die standsichere Gestaltung der Böschungen sowie Kippenflächen und die Entwicklung der wasserwirtschaftlichen Verhältnisse, insbesondere die Wiederherstellung der Vorfluter. Die Gestaltung der Bergbaufolgelandschaft am Altdöberner See wird im Rahmen der Sanierung des Gebietes Greifenhain/Gräbendorf in den Naturpark Niederlausitzer Landrücken eingebunden.
Am Altdöberner See wurden und werden Voraussetzungen geschaffen, um eine ökologische Vielfalt mit stabilen Lebensbereichen zu schaffen. Die Sanierungsflächen am Altdöberner See sollen in die vorhandenen Natur- und Landschaftsschutzgebiete eingegliedert werden. Von Bedeutung ist die Folgenutzung von Kippenflächen durch die Land- und Forstwirtschaft. Mit der Rekultivierung können die Sanierungsbereiche am Altdöberner See eine langfristige und nachhaltige Bodenfruchtbarkeit erreichen. Gleichzeitig dienen diese Gebiete der Schutz- und Erholungsfunktion und werden wirtschaftlich genutzt.
Nicht durch den Bergbau in Anspruch genommene Gebiete zeichnen in der Umgegend ein abwechslungsreiches Landschaftsbild. Teiche, Weiher, naturnahe Fließgewässer, Felder, sanfte Hügel und Wälder bilden Lebensräume für seltene Pflanzen- und vom Aussterben bedrohten Tierarten. Zwischen Reddern, Altdöbern und Buchwäldchen werden viele Teiche bewirtschaftet. Eine Vielzahl dieser Teiche sind vom Menschen für die Fischzucht geschaffen. Die Landschaftsgefüge mehrerer Gewässer, von Feuchtgrünland und -wäldern oder auch Moorbereichen sind das Zuhause zahlreicher Amphibien- und Insektenarten. Auch der seltene Eisvogel, die Schellente, Biber, Otter und Libellen werden den See für sich erschließen. Im Herbst nutzen Gänse und Kraniche die große Wasserfläche des Altdöberner Sees als Zwischenstation auf ihrem Weg in den Süden.
Die Landschaft ist geprägt von Laub- und Mischwäldern, in denen neben der Kiefer vor allem Trauben- und Stieleichen beheimatet sind. In den Moosen und Farnen haben zahlreiche Pilzarten ihr Zuhause. Zu den Wildtieren der Waldgemeinschaft zählen nicht nur Wildschweine, Rehe und Füchse. Auch der Wolf hat hier sein Revier.
Über einen zukünftigen Fischbesatz können noch keine Aussagen getroffen werden, da sich das Gewässer erst in Jahrzehnten stabil eingestellt haben wird.

## Verwaltung
Bis zur Fertigstellung der Sanierungsmaßnahmen bis zur Mitte der 2020er Jahre ist der Altdöberner See im Eigentum der Lausitzer und Mitteldeutschen Bergbau-Verwaltungsgesellschaft (LMBV). Nach Abschluss der Sanierungsarbeiten entsprechend dem Sanierungsplan zum Tagebau Greifenhain soll der Altdöberner See in das Eigentum des Landes Brandenburg übergehen.
Für den Altdöberner See ist der Zweckverband Lausitzer Seenland Brandenburg zuständig. Die Gemeinden Neu-Seeland und Altdöbern sowie die Stadt Großräschen sind als für den Altdöberner See verantwortliche Kommunen stimmberechtigte Verbandsmitglieder des Zweckverbandes Lausitzer Seenland. Ziel des Zweckverbandes Lausitzer Seenland ist, im brandenburgischen Teil das Verbandsgebiet ganzheitlich zu entwickeln. Das Augenmerk soll dabei vor allem auf der Branche des Tourismus liegen. Schon bei der Entstehung des Seenlandes sollen Voraussetzungen für eine zukunftsfähige, wirtschaftliche wie auch touristische Nutzung geschaffen werden. Die Belange von Natur und Landschaft sind dabei zu wahren. Im Ergebnis soll eine wirtschaftlich tragfähige und für die Region erfolgreiche Struktur erreicht werden, die der Einzigartigkeit dieser größten künstlichen Wasserfläche Europas einen angemessen Stellenwert einräumt. Die Aufgaben des Zweckverbandes gliedern sich aktuell in ein 5-Sparten-Modell.

## Wirtschaft und Infrastruktur
Die Region am Altdöberner See ist vor allem geprägt von landwirtschaftlich und forstwirtschaftlich genutzten Flächen. Bei konstant guter Wasserqualität kann auch eine fischwirtschaftliche Nutzung erfolgen. Sobald die Maßnahmen zur Ufersicherung abgeschlossen sind und das Flutungssoll erreicht ist, kann auch eine Nutzung zur Naherholung und für touristische Zwecke beginnen.
Bis heute werden aufgrund von Sanierungsmaßnahmen ausgewählte Uferbereiche durch Verdichtung und kontrollierte Absprengungen gesichert. Durch den Bergbausanierer LMBV wurden große Flächen rund um den Altdöberner See als Sperrflächen ausgewiesen, deren Betreten wegen Lebensgefahr verboten ist. Derzeit werden am Altdöberner See Böschungssicherungsmaßnahmen mittels Rütteldruckverdichtung weitergeführt. Sie sind bis November 2018 geplant.
Derzeit steht am Altdöberner See keinerlei öffentlich nutzbare Infrastruktur zur Verfügung, das Baden und das Betreten der Uferbereiche ist verboten.
Ein umlaufender Radweg erschließt die umliegenden Ortschaften und deren Sehenswürdigkeiten.

## Sehenswürdigkeiten in der Umgegend

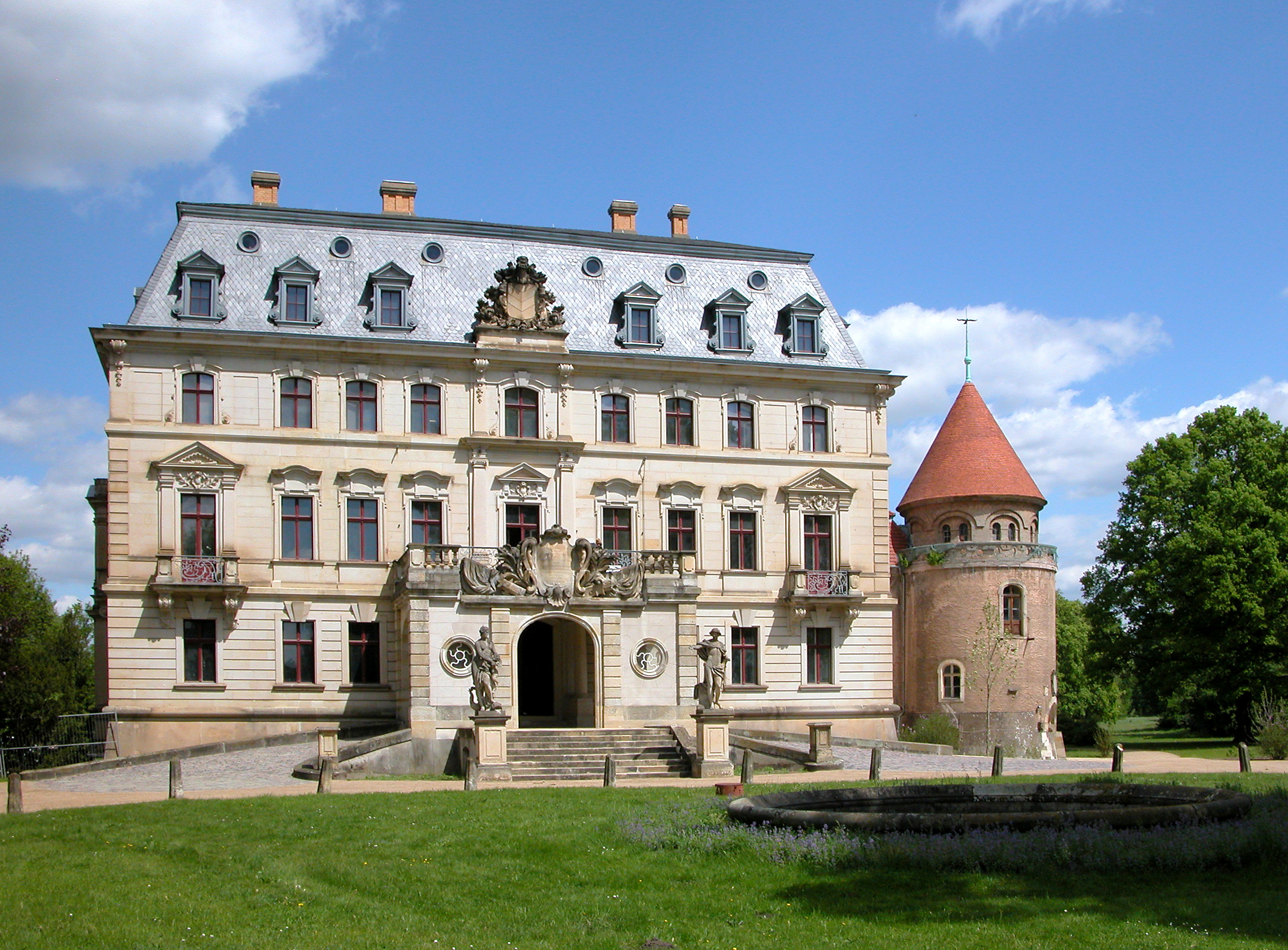
Schloss Altdöbern Vorderansicht

Westlich des Altdöberner Sees liegt vis á vis das Schloss Altdöbern in einer 60 ha großen Parkanlage. Einmal jährlich zeigen sich Schloss und Parkanlage den Besuchern und Gästen in einem herausgehobenen Rahmen. Neben dem Barockschloss Altdöbern zählt das Gut Geisendorf zum Bestand der Baudenkmäler der Region. Am Altdöberner See gibt es einige der ältesten ländlichen Kirchen. Diese Kirchen mit umfangreichen mittelalterlichen und nachreformatorischen Ausstattungen sind gut erhalten. Auf Erkundungstour der Region laden auch die Mühlen ein. Insbesondere der Mühlentag bietet wertvolle Informationen und gibt Einblicke in die regionale Mühlen-Geschichte. Sehenswert sind in unmittelbarer Nähe des Sees auch die Plinsdörfer der Calauer Schweiz. Überregional bekannt durch die Buchweizenplinse ist das Bild der Dörfer geprägt von meist aus Feldstein erbauten Guts- und Bauernhäusern. Einen Einblick in die Internationale Bauausstellung Fürst-Pückler-Land (IBA.See) geben die IBA-Terrassen Großräschen. Im Rahmen der IBA.See steht der Altdöberner See im Fokus der Themen Altdöberner See und Vom Bergmann zum Seemann. Einen Eindruck von der Zeit des Braunkohlentagebaus Greifenhain vermittelt das Besucherzentrum exkursio des Bergbautourismusvereins.

## Verkehr
Die Region um den Altdöberner See ist im Straßenverkehr an die Bundesautobahn A13 angebunden. Die Kreisstraße (L53) Calau-Senftenberg verläuft westlich des Altdöberner Sees. Ein anderer wichtiger Verkehrsweg ist die Bundesstraße 169. Die B169 durchquert die Ortschaften Neupetershain-Nord und Leeskow östlich des Sees.

Mit der Regionalbahn 14 (Senftenberg – Berlin – Nauen) ist der Altdöberner See westlich über die 3 km entfernen Bahnhöfe Altdöbern und Luckaitztal sowie mit dem Regionalexpress 18 (Cottbus – Dresden Neustadt) östlich über die Bahnhöfe Neupetershain und Bahnsdorf zu erreichen. In Pritzen gibt es in 500 m Entfernung zum Ufer eine Bushaltestelle.

Die Rad- und Wanderwege am Altdöberner See sind gut ausgebaut und ausgeschildert. Der in der Zeit der IBA.See erbaute Fürst-Pückler-Fernradweg kreuzt im Süden des Altdöberner Sees die Fernradwege Niederlausitzer Bergbautour und Niederlausitzer Kreisel.
Parkmöglichkeiten bestehen in einiger Entfernung in Altdöbern, Göritz, Pritzen und Kunerdorf.